# باماكو (فلم)
باماكو هو فيلم مالي صدر عام 2006 من إخراج عبد الرحمن سيساكو. صدر الفيلمُ لأول مرةٍ في مهرجان كان السينمائي 2006 في الواحد والعشرين من أيّار/مايو 2006، ثمّ صدر في مانهاتن عن طريقِ نيويوركر فيلمز في الرابع من شباط/فبراير 2007.
يُصوِّر الفيلم محاكمةً تجري في باماكو عاصمةُ مالي، وفي خضمِّ تلك المحاكمة يتجادل الجانبان المُدعيّان حول ما إذا كان البنك الدولي وصندوق النقد الدولي يسترشدان بالمصالح الخاصة للدول المتقدمة، أو ما إذا كان الفساد وسوء إدارة الدول هو المسؤول عن الوضع المالي الحالي في الدول الإفريقية المنكوبة وكذلك في بقية دول العالم الفقيرة والمتخلّفة. يتطرق الفيلمُ أيضًا إلى الاستعمارِ الأوروبي ويُناقش كيف يلعب دورًا في تشكيل المجتمعات الأفريقية وما ينتج عنها من فقر وأمور سيّئة أخرى.

## الجوائز
رُشِّحت الممثلة آيسا مايچالجائزة سيزار لأفضل ممثلة واعدة/صاعدة في عام 2007، فيما حاز فيلمُ باماكو نفسه على أول جائزة سينمائية في مهرجان إسطنبول السينمائي الدولي في نيسان/أبريل 2007، فضلًا عن جائزة أفضل فيلم باللغة الفرنسية في إطار منافسة جوائز الضوء (بالفرنسية: Prix Lumière)، وكذا بجائزة الجمهور في سينما باريس عام 2006. حظي الفيلمُ كذلك بتقديرٍ من الناقد السينمائي أندرو أوهير الفيلم الذي طُلب منه في ندوةٍ صحفيّةٍ ما تقديم فيلم واحد لعرضهِ في مهرجان ماريلاند السينمائي في عام 2008 فاختار فيلم باماكو.